# Arundina
Arundina es un género que tiene asignada dos especies y una sola aceptada, Arundina graminifolia,  de orquídeas de hábito terrestre originarias del Himalaya hasta las islas del Pacífico en las regiones tropicales y subtropicales de Asia. 

## Descripción
Es una planta que florece en el ápice de las hojas y se crían como terrestres. Las flores son  retorcidas, largas con tres estrechos sépalos, un erecto sépalo dorsal y sépalos laterales que cierran por detrás del labelo y tiene pétalos libres. El labio que parece una trompeta, tiene lóbulos laterales que envuelven la columna. Contiene ocho polinias y crece de la misma forma que Sobralia.

## Taxonomía
El género fue descrito por Carl Ludwig Blume y publicado en Bijdragen tot de flora van Nederlandsch Indië 8: 401. 1825.
Etimología
Arundina: nombre genérico que se refiere al color rojizo de sus hojas.

## Especies
- Arundina caespitosa Aver. (2007).
- Arundina graminifolia (D.Don) Hochr. (1910).